# Station Glynde
Glynde is een spoorwegstation van National Rail in Glynde (Lewes) in Engeland. Het station is eigendom van Network Rail en wordt beheerd door Southern. 